# Bruno Scrosati
Bruno Scrosati (* 5. August 1937 in Ortisei (St. Ulrich in Gröden); † 5. November 2024 in Rom) war ein italienischer Elektrochemiker. In der Zeit von 1980 bis 2012 war er Professor für Elektrochemie an der Universität La Sapienza in Rom. Er war als Herausgeber mehrerer Bücher und durch eine Vielzahl von Forschungspublikationen vor allem aus dem Bereich der elektrochemischen Energiespeicherung bekannt, insbesondere der Lithium-Ionen-Batterien. Beispielsweise forschte er an Elektrodenmaterialien für die Anwendung in Batterien, die mit Hilfe der Nanotechnologie optimiert wurden.

## Leben
Scrosati wuchs in der Nähe von Rom auf. Er erhielt 1966 das Diplom in Chemie an der Universität La Sapienza in Rom, wobei er von 1964 bis 1966 auch in der Abteilung Chemie der University of Illinois tätig gewesen war. Er promovierte 1969, ebenfalls an der Universität in Rom. 1970 und 1971 arbeitete als Gastwissenschaftler bei den AT&T Bell Laboratories in Murray Hill. Von 1980 bis 2012 war er im Fachbereich Chemie an der Universität La Sapienza in Rom Professor für Elektrochemie; auch 2019 ist er dort als Professor gelistet. Außerdem war er 1990 Gastwissenschaftler an der University of Minnesota und 1991 an der University of Pennsylvania.
Neben seiner Lehrtätigkeit war Scrosati Vizepräsident und von 1989 bis 1991 Präsident der International Society for Solid State Ionics ISSI. 1996 bis 1998 war er Präsident der italienischen Chemikergesellschaft Società Chimica Italiana. Er war ab dem Jahr 2000 Vizepräsident der Electrochemical Society ECS und von 2003 bis 2004 Präsident der ECS. Er arbeitete als Herausgeber für Europa für die Fachzeitschrift Journal of Power Sources. Auch für die Herausgeberschaften anderer Zeitschriften war er tätig, beispielsweise für Solid State Ionics und das Journal of Applied Electrochemistry. Scrosati war unter anderem als Gastprofessor tätig, 2012 für die Hanyang-Universität und 2014/2015 für das Helmholtz-Institut Ulm (HIU).

## Werke
Bruno Scrosati war laut der Datenbank Scopus bis zum Oktober 2019 an insgesamt 553 Veröffentlichungen beteiligt bzw. dafür verantwortlich. Scrosatis h-Index war zu diesem Zeitpunkt laut Scopus 90.

### Als Einzelautor (Auswahl)
- Challenge of portable power, 1995[14]

### Als Mitautor (Auswahl)
Besonders häufig zitiert werden die folgenden Arbeiten mit Scrosati als Mitautor und weiteren Verfassern:
- Nanocomposite polymer electrolytes for lithium batteries, 1998[15]
- Nanostructured materials for advanced energy conversion and storage devices, 2005[16]
- Nanomaterials for Rechargeable Lithium Batteries, 2008[17]
- Ionic-liquid materials for the electrochemical challenges of the future, 2009[18]
- Lithium batteries: Status, prospects and future, 2010[19]
- Lithium-ion batteries. A look into the future, 2011[20]

### Als Mitherausgeber von Buchtiteln (Auswahl)
- Modern Batteries : An Introduction to Electrochemical Power Sources, 1. Auflage 1984, 2. Auflage 1997[21]
- Advances in lithium-ion batteries, 2002[22]
- Encyclopedia of electrochemical power sources, 2009[23]
- Advances in battery technologies for electric vehicles, 2015[24], chinesische Übersetzung 2018[25]
- Lithium Batteries: Advanced Technologies and Applications, 2013[26]

## Auszeichnungen (Auswahl)
Scrosatis Arbeiten wurden so häufig zitiert, dass er als vielzitierter Forscher („highly cited researcher“) gelistet wurde. Außerdem erhielt er unter anderem folgende Auszeichnungen:
- 1996 Ehrendoktorwürde der University of St Andrews in Schottland[7]
- 1997 den ECS Battery Division Research Award der Electrochemical Society[27]
- 2003/2004 Italgas Science and Environment Prize[5]
- 2005 Fellow of The Electrochemical Society[28]
- 2008 Ehrendoktorwürde der Technischen Hochschule Chalmers im schwedischen Göteborg
- 2012 Ehrendoktorwürde der Universität Ulm, „in Anerkennung seiner wegweisenden Beiträge zur elektrochemischen Energiespeicherung“[29]
- Vittorio De Nora Award der Electrochemical Society[10][30]
- In den Jahren 2014[11] bis 2019 wurde Scrosati von Thomson Reuters (inzwischen umbenannt in Clarivate Analytics) als häufig zitierter Forscher („Highly Cited Researcher“ HCR) gelistet, 2014, 2015 und 2018 in den Materialwissenschaften, 2016 und 2017 unter Ingenieurwesen.[12] 2019 war im Querschnittsbereich aufgeführt.[31]